# Stogovo
Stogovo (makedonska: Стогово) är en bergskedja i Nordmakedonien. Den ligger i den västra delen av landet, 90 kilometer sydväst om huvudstaden Skopje.